# Christian Dissinger
Christian Dissinger (født 15. november 1991) er en tysk håndboldspiller, som spiller i Dinamo Bukarest og for Tysklands herrehåndboldlandshold.
Den 2,03 m høje Dissinger har spillet for en række europæiske klubber og har spillet længst tid som seniorspiller i TSG Friesenheim, THW Kiel og RK Vardar (tre sæsoner hos hver af disse). Han var med til at vinde VM for U/21 i 2011, inden han debuterede på det tyske landshold 9. marts 2013. Her har han spillet 19 landskampe. Han var med til at vinde EM 2016 samt at vinde bronze ved OL 2016.